# WiredTiger
WiredTiger — встраиваемая СУБД класса «ключ — значение» с поддержкой MVCC, используемая в качестве подсистемы хранения по умолчанию в MongoDB (начиная с версии 3.2). Написана на Си. Свободно распространяется под лицензией GPL. Среди возможностей — параллелизм на уровне документа, поддержка контрольных точек, поддержка сжатия. Версия подсистемы, поставляемая с коммерческим вариантом MongoDB, дополнительно поддерживает шифрование неактивных данных.
Создана одноимённой фирмой-стартапом в 2012 году, в 2014 году фирма была поглощена компанией MongoDB.